# Кран машиниста

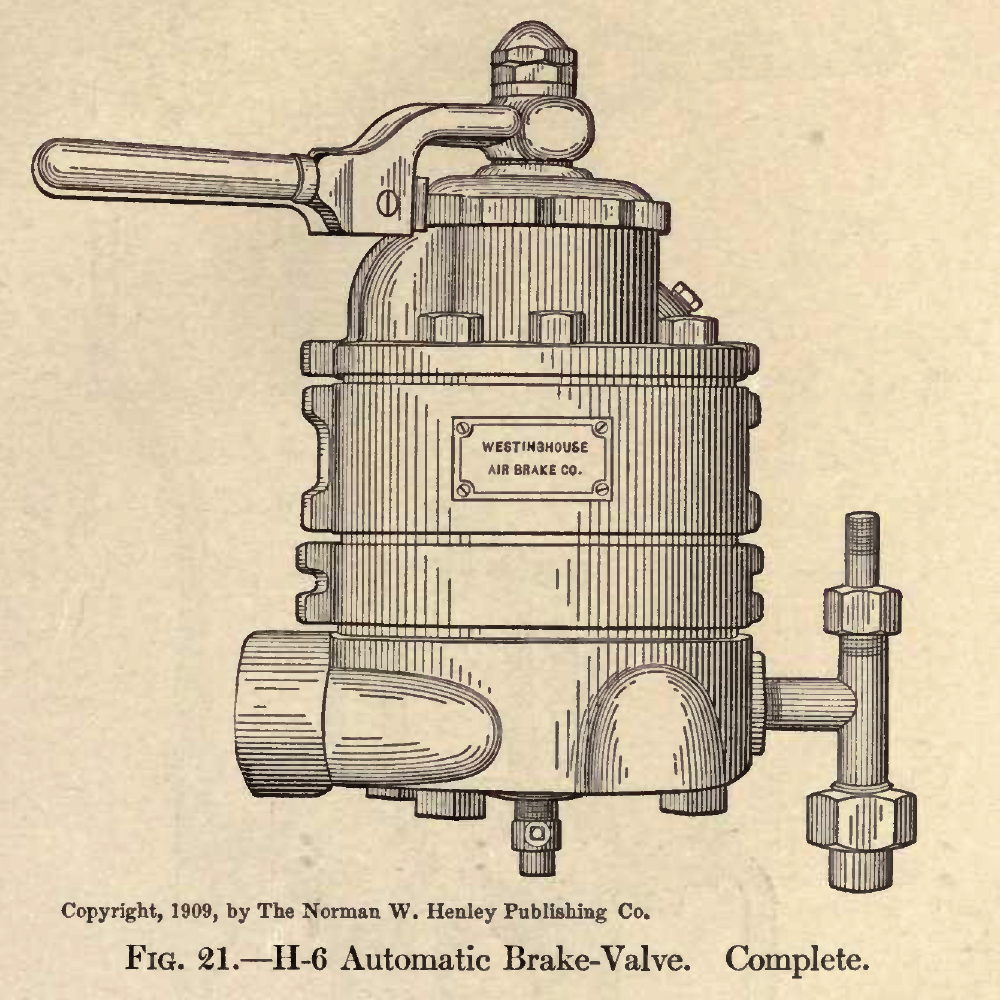
Кран машиниста воздушных тормозов системы Вестингауза.

Кран машиниста — один из приборов управления тормозами поезда (тж: локомотива, моторвагонного подвижного состава), расположенный по умолчанию в кабине машиниста и предназначенный для непосредственного управления режимами работы т.н. пневматических автотормозов посредством изменения давления в тормозной магистрали. Работает по фиксированным положениям. Обеспечивает зарядку тормозной магистрали поезда и полный отпуск тормозов,  ступенчатое и полное служебное торможение, экстренное торможение.

## Конструкция

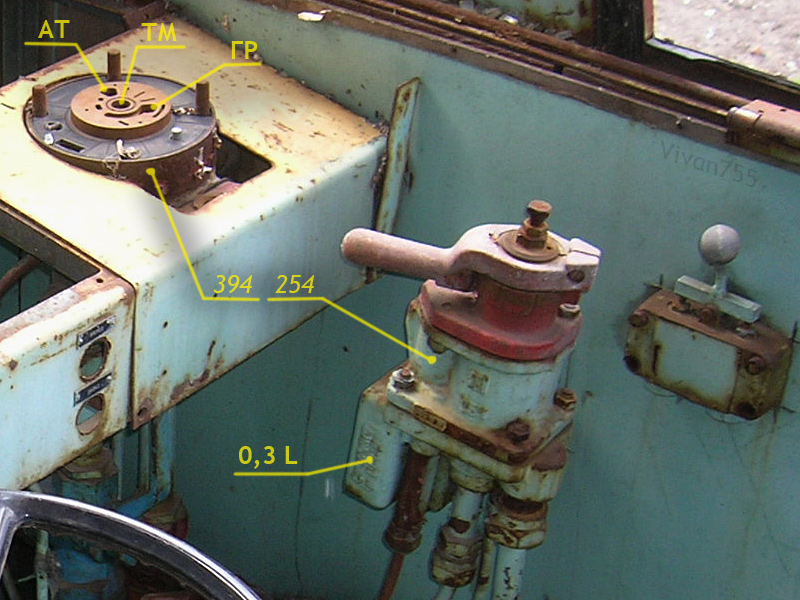
Кран машиниста №394 (в левом углу)со снятым золотником — видно зеркало золотника

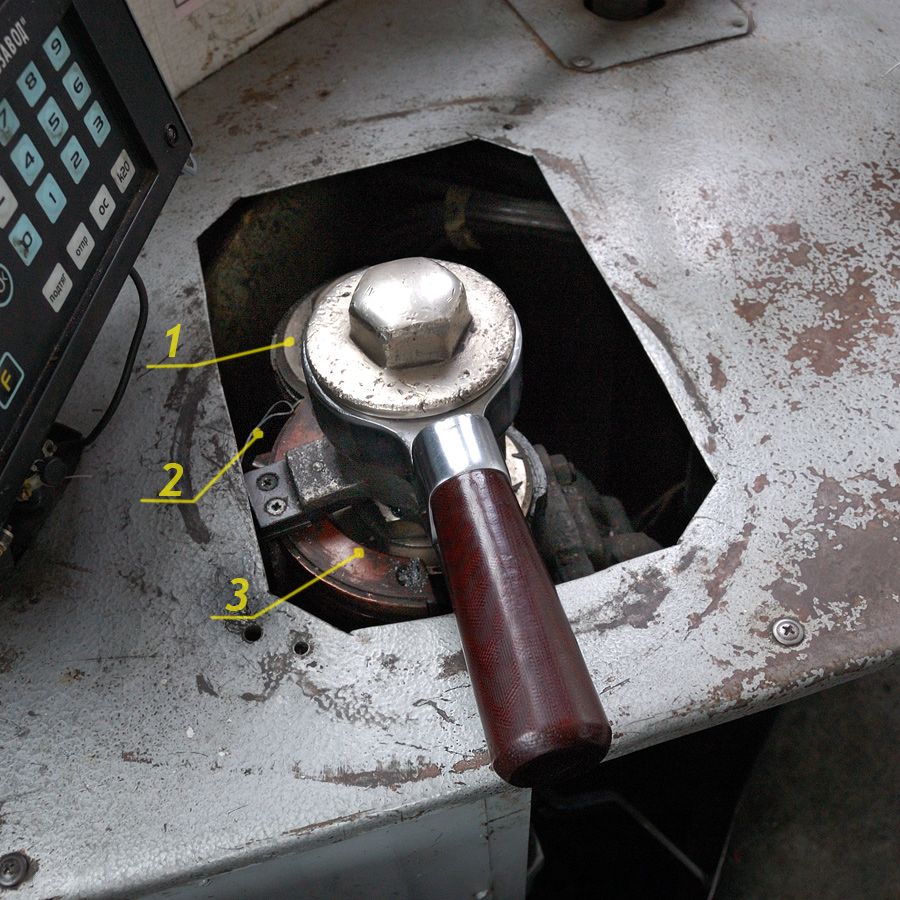
Кран 334Э с контактами для управления электропневматическим тормозом

Кран машиниста может быть как чисто механическим устройством (золотниковым, пробковым или диафрагменным), где машинист с помощью ручки поворачивает золотник, перекрывающий те или иные воздушные каналы, так и дистанционным — машинист при помощи электрического контроллера либо система автоведения управляют вентилями, открывающими нужные каналы. На большинстве типов подвижного состава железных дорог и метрополитенов бывшего СССР установлены золотниковые краны типов 334, 394, 395 и диафрагменный 013.
Краны №394 и №395 по конструкции почти одинаковы. Состоят они из верхней золотниковой части (золотника, поворачиваемого ручкой), средней части (зеркала золотника), нижней уравнительной и закреплённых на нижней (уравнительной) части редуктора и стабилизатора. 
- Редуктор предназначен для поддержания номинального зарядного давления в тормозной магистрали (ТМ), на электропоездах зарядное давление равно 4,5-4,8 кгс/см2, на пассажирских около 5,0, на грузовых обычно до 5,5. Редуктор регулируется на нужное зарядное давление и открывается, соединяя магистраль с главными резервуарами (ГР) для подпитки, лишь при зарядном давлении в ТМ или ниже.
- Стабилизатор имеет свойство снижать давление в ТМ темпом 0,2 кгc/см2 за 80-120 с. После отпуска тормозов в ТМ остаётся сверхзарядное давление (это необходимо для полного отпуска и быстрой перезарядки тормозов), которое необходимо снизить до зарядного таким темпом, чтобы тормоза вновь не сработали — этот темп называется темпом мягкости, он и обеспечивается стабилизатором.
- Уравнительная часть нужна для поддержания в магистрали определённого давления ниже зарядного при перекрыше. Так как из магистрали происходят разного рода утечки, то поддерживать давление вручную затруднительно, поэтому на локомотиве имеется уравнительный резервуар (УР) объёмом 20 л, машинист устанавливает в нём эталонное давление и аналогичное давление в ТМ поддерживается уравнительной частью.

## Положения крана машиниста
На 2020 год являются стандартизированными и минимально необходимыми для любой самоходной единицы железнодорожного подвижного состава на железных дорогах России. Фактическое число положений может быть от пяти до семи за счёт дробления некоторых режимов на два положения.
Зарядка и отпуск
Режим соединения тормозной магистрали и главного резервуара каналами большого сечения. Обеспечивает зарядку тормозной магистрали воздухом, что приводит к распространению так называемой отпускной волны и последующему срабатыванию воздухораспределителей на отпуск тормозов.
Поездное
Режим автоматического поддержания зарядного давления в тормозной магистрали и ликвидации сверхзарядки. В этом положении к уравнительному резервуару подключены редуктор и стабилизатор. При давлении выше зарядного работает стабилизатор, плавно снижая давление до зарядного, при зарядном давлении или ниже открывается редуктор, подпитывающий УР, а стабилизатор продолжает выпуск воздуха, чем достигается высокая стабильность давления.
Перекрыша
Режим соединения тормозная магистрали с уравнительным резервуаром крана машиниста. Возможна с питанием и без питания. Отвечает за поддержание на постоянном уровне промежуточной ступени давления в тормозных цилиндрах, достигнутого при предшествующей ступени торможения (или иногда ступени отпуска). В случае режима перекрыши без питания в этом положении крана машиниста уравнительный резервуар соединяется с тормозной магистралью через обратный клапан, вследствие чего уравнительная часть не работает. В случае режима перекрыши с питанием уравнительная часть поддерживает в магистрали давление, аналогичное давлению в уравнительном резервуаре. В грузовых поездах положение перекрыши без питания кран машиниста ставят при признаках разрыва тормозной, чтобы удостовериться в быстром падении давления, в пассажирских после ступени торможения при остановке под запрещающий сигнал путевого светофора и в случае пожара на локомотиве;
Служебное торможение
Режим снижения давления сжатого воздуха в уравнительном резервуаре и тормозной магистрали темпом от 0,020 до 0,025 МПа/с. Разрядка тормозной магистрали происходит через тарированное отверстие диаметром 2.3 мм.
Экстренное торможение
Режим выпуска воздуха из тормозной магистрали в атмосферу темпом экстренной разрядки. Тормозная магистраль соединяется с атмосферой напрямую, воздухораспределители срабатывают на экстренное торможение, уравнительный резервуар разряжается, срабатывают ускорители.